# Алавва (підрозділ окружного секретаріату)
Підрозділ окружного секретаріату Алавва — підрозділ окружного секретаріату округу Курунегала, Північно-Західна провінція, Шрі-Ланка. Складається з 66 Грама Ніладхарі.